# 기타카미강
기타카미강(일본어: 北上川 기타카미가와[*])은 일본 이와테현 및 미야기현을 흐르는 강이다. 총 길이는 249 km, 유역 면적 10,150 km2로 도호쿠 최대이며 일본 전체에서도 4번째에 들어간다.
이와테현 이와테군 이와테 정의 유하즈노이즈미에서 발원해 모리오카시, 하나마키시, 기타카미시, 오슈시, 이치노세키시 등을 지나며 북쪽에서 남쪽으로 흐른다. 미야기현 도메시에서 구 기타카미강과 홍수 방지를 위해 개착한 신 기타카미강이 나뉜다. 신 기타카미강은 동쪽으로 방향을 바꾸어 이시노마키시를 거쳐 옷파 만으로 흘러 들어간다. 구 기타카미강은 그대로 남쪽으로 흘러 이시노마키시의 이시마키만으로 흘러 들어간다.